# Weekend (canção de Taeyeon)
"Weekend" é uma canção gravada pela cantora sul-coreana Taeyeon. Foi lançada em formato digital através da SM Entertainment em 6 de julho de 2021 e depois integrada a lista de faixas de INVU, seu terceiro álbum de estúdio lançado em 14 de fevereiro de 2022. A canção foi escrita por Hwang Yu-bin e possui composição de RoseInPeace, Saimon, Willemijn van der Neut e  Marcia "Misha" Sondeijker. É uma faixa synth-pop e disco, que possui letras sobre desfrutar o fim de semana, passando o tempo livre fazendo o que se quer, aproveitando o agora. Com o seu lançamento, "Weekend" atingiu a posição de número quatro pela tabela musical sul-coreana Gaon Digital Chart, além de figurar em outras tabelas tanto sul-coreanas quanto internacionais.
O vídeo musical corresponde de "Weekend" possui tema retrô e cenas em tons pasteis. A produção retrata Taeyeon em um escritório onde o tempo para e ela embarca em momentos de fantasia e diversão.

## Antecedentes e composição
Em 29 de junho de 2021, foi anunciado que Taeyeon lançaria um single digital intitulado "Weekend". Em 3 de julho, uma parte de seu vídeo musical correspondente foi divulgado no programa Mr. House Husband 2 da emissora KBS. No dia seguinte, um trecho do vídeo musical foi lançado oficialmente. A seguir, em 6 de julho, tanto o single quanto seu vídeo musical foram lançados.
"Weekend" é composta por Hwang Yu-bin, RoseInPeace, Saimon, Willemijn van der Neut e Marcia "Misha" Sondeijker. Musicalmente, a faixa é descrita como uma canção disco e city pop, caracterizada por sons de guitarra e sintetizadores retrô, contendo letras sobre "querer viajar livremente durante o fim de semana". Além disso, está escrita na tonalidade de Lá bemol maior no metrônomo de 114 batidas por minuto.

## Promoção
Antes do lançamento de "Weekend", em 6 de julho de 2021, Taeyeon realizou um evento ao vivo chamado "Weekend: Taeyeon Entertainment's 1st Half of the Year Meeting'" pelo serviço de streaming de vídeo V Live, a fim de apresentar a canção e se comunicar com seus fãs. Após o lançamento do single, ela se apresentou com "Weekend" em quatro programas musicais: M Countdown da Mnet em 8 de julho, Music Bank da KBS2 em 9 de julho, Show! Music Core da MBC em 10 de julho e Inkigayo da  SBS em 11 de julho.

## Recepção

### Crítica profissional
| Críticas profissionais | Críticas profissionais |
| Avaliações da crítica  | Avaliações da crítica  |
| Fonte                  | Avaliação              |
| ---------------------- | ---------------------- |
| NME                    | [ 11 ]                 |

Escrevendo para a NME, Ruby C. notou que "Weekend" difere dos então lançamentos recentes de Taeyeon, classificando-a como uma mudança "refrescante". E acrescentou que "Quer optemos por ficar seguros em casa (“O plano perfeito porque não há planos”, como ela diz) ou nos aventuramos fora de nossas zonas de conforto para nossa próxima aventura, 'Weekend' é uma afirmação de que realmente não importa como escolhemos gastá-lo. Através desta ode de verão, Taeyeon nos lembra de estar no momento, aproveitar o agora, e então esperar os muitos fins de semana emocionantes que virão".
| Crítica/Publicação | Lista                                              | Classificação | Ref.   |
| ------------------ | -------------------------------------------------- | ------------- | ------ |
| Billboard          | 25 Melhores Canções de K-Pop: Escolha dos críticos | 16            | [ 18 ] |
| NME                | As 25 Melhores Canções de K-pop de 2021            | 13            | [ 19 ] |
| PopWrapped         | As 21 Melhores Canções de K-Pop de 2021            | -             | [ 20 ] |

### Reconhecimento
| Ano  | Prêmio                  | Categoria                               | Resultado | Ref.   |
| ---- | ----------------------- | --------------------------------------- | --------- | ------ |
| 2021 | Mnet Asian Music Awards | Melhor Performance de Dança – Solo      | Indicado  | [ 21 ] |
| 2021 | Mnet Asian Music Awards | Canção do Ano                           | Indicado  | [ 21 ] |
| 2021 | Prêmio Anual K4US       | Canção do Ano                           | Indicado  | [ 22 ] |
| 2022 | Gaon Chart Music Awards | Artista do Ano - Música Digital (Julho) | Indicado  | [ 23 ] |
| 2022 | Golden Disc Awards      | Bonsang Digital                         | Indicado  | [ 24 ] |

## Vídeo musical
O vídeo musical de "Weekend" inicia-se com Taeyeon sentada em uma mesa de escritório enquanto acena com a cabeça para a nova faixa que toca através de uma fita cassete. Como a música é abruptamente cortada, a mesma olha para cima para perceber que o tempo foi congelado para todos, exceto para ela. Taeyeon então acorda em um avião, que a leva para uma escapadela de fim de semana.

## Desempenho nas paradas musicais
"Weekend" realizou sua primeira entrada nas tabelas da Coreia do Sul, durante a semana vigente de 4 a 10 de julho de 2021, posicionando-se em número dez pela Gaon Digital Chart e em número dois e 21, em suas tabelas componentes Gaon Download Chart e Gaon Streaming Chart, respectivamente. Na semana seguinte, atingiu seu pico de número quatro pela Gaon Digital Chart e de número seis pela Gaon Streaming Chart. "Weekend" permaneceu por quinze semanas consecutivas dentro do top 10 da Gaon Digital Chart. Adicionalmente, a canção estreou na posição de número 58 pela Billboard K-pop Hot 100 de 17 de julho de 2021, ascendendo ao número seis em 24 de julho e mais tarde, ao número cinco em 31 de julho. "Weekend" atingiu seu pico pela K-pop Hot 100 em 18 de setembro de 2021, ao se estabelecer em número quatro.
Internacionalmente, "Weekend" estreou em seu pico de número sete tanto pela Billboard World Digital Songs nos Estados Unidos, na semana referente a 17 de julho de 2021, quanto pela RIAS Regional Chart de Singapura, no período vigente de 9 a 15 de julho de 2021. Além disso, a canção realizou entrada pela Billboard Global Excl. U.S. onde se estabeleceu em número 181 em 24 de julho de 2021.
| Parada musical (2021)                          | Melhor posição |
| ---------------------------------------------- | -------------- |
| Coreia do Sul (Gaon Digital Chart)             | 4              |
| Coreia do Sul (Billboard K-pop Hot 100)        | 4              |
| Estados Unidos (Billboard World Digital Songs) | 7              |
| Mundo (Billboard Global Excl. U.S.)            | 181            |
| Singapura (RIAS)                               | 7              |

| Parada musical (2021)                | Posição |
| ------------------------------------ | ------- |
| Coreia do Sul (Gaon Digital Chart)   | 26      |
| Parada musical (2022)                | Posição |
| Coreia do Sul (Circle Digital Chart) | 36      |

| Região | Certificação | Vendas       |
| Streaming | Streaming    | Streaming    |
| --- | ------------ | ------------ |
| Coreia do Sul (KMCA) | Platina      | 100 000 000‡ |
| *números de vendas baseados somente na certificação ^distribuições baseadas apenas na certificação ‡vendas+valores de streaming baseados somente na certificação |              |              |

## Créditos e pessoal
A elaboração de "Weekend" atribui os seguintes créditos adaptados do encarte de INVU.
Produção
- MonoTree Studio – gravação
- SM Yellow Tail Studio – gravação, edição digital
- SM LVYIN Studio – edição digital
- SM SSAM Studio –  edição digital, engenharia de mixagem
- SM Blue Cup Studio –  mixagem

Pessoal
- SM Entertainment – produção executiva
- Lee Soo-man – produção
- Yoo Young-jin – Música e direção de som
- Taeyeon – vocais, vocais de apoio
- Kwon Ae-jin – vocais de apoio
- Willemijn van der Neut – vocais de apoio, composição
- Hwang Yu-bin – letras
- RoseInPeace – composição, arranjo
- Saimon – composição, arranjo
- Marcia "Misha" Sondeijker – composição
- Kang Sun-young – gravação
- Noh Min-ji – gravação, edição digital
- Kang Eun-ji – edição digital, engenharia de mixagem
- G-high – direção vocal, Pro Tools
- Jeong Jeong-seok – mixagem
- Lee Sang-hyun – bateria, baixo
- Lee Seol-min – guitarra, teclado

## Histórico de lançamento
| Região        | Data               | Formato                    | Gravadora  | Ref.   |
| ------------- | ------------------ | -------------------------- | ---------- | ------ |
| Coreia do Sul | 6 de julho de 2021 | Download digital streaming | SM Dreamus | [ 8 ]  |
| Mundo         | 6 de julho de 2021 | Download digital streaming | SM         | [ 41 ] |